# Liste der Bürgermeister von Alphen aan den Rijn
Dieses ist die Liste der Bürgermeister von Alphen aan den Rijn in der niederländischen Provinz Südholland seit der Gründung der Gemeinde im Jahr 1918. C. W. C. T. Visser, der ab 1901 Bürgermeister von Alphen war, wurde der erste Bürgermeister der neuen Gemeinde.
| Amtszeit  | Name                                    | Partei oder Strömung | Anmerkungen                                                                         |
| --------- | --------------------------------------- | -------------------- | ----------------------------------------------------------------------------------- |
| 1918–1923 | Carl Wilhelm Christiaan Theodoor Visser |                      | vorher Bürgermeister von Hemelumer Oldephaert en Noordwolde, Wonseradeel und Alphen |
| 1923–1933 | Hermanus Johannes Lovink                | CHU                  |                                                                                     |
| 1933–1944 | Pieter Arie Colijn                      | ARP                  | vorher Bürgermeister von Boskoop                                                    |
| 1944–1945 | G. M. Zuidervliet                       | NSB                  | kommissarisch                                                                       |
| 1945–1946 | F. A. Helmstrijd                        |                      | kommissarisch                                                                       |
| 1946–1949 | F. M. A. (Frans) Schokking              | CHU                  | vorher Bürgermeister von Hazerswoude                                                |
| 1950–1956 | Eduard Carel Witschey                   | CHU                  | vorher Bürgermeister von Hellendoorn                                                |
| 1957–1968 | Zwaantinus Bruins Slot                  | CHU                  |                                                                                     |
| 1969–1979 | Robbert Marie (Robert) Gallas           | CHU                  |                                                                                     |
| 1979–1997 | Martien Paats                           | ARP / CDA            | vorher Bürgermeister von De Lier                                                    |
| 1997–2008 | N. P. M. (Nico) Schoof                  | D66                  | vorher Bürgermeister von Heiloo                                                     |
| 2008–2010 | W. H. (Wim) de Gelder                   | GL                   | vorher Bürgermeister von Bloemendaal                                                |
| 2010–2013 | Bas Eenhoorn                            | VVD                  | kommissarisch, vorher Bürgermeister von Kaag en Braassem                            |
| 2014      | Tjerk Bruinsma                          | PvdA                 | kommissarisch, vorher Bürgermeister von Vlaardingen                                 |
| 2014–2025 | Liesbeth Spies                          | CDA                  | ehemalige Innenministerin der Niederlande                                           |
| seit 2025 | Peter Rehwinkel                         | PvdA                 | kommissarisch                                                                       |